# Venezuelas förenade socialistiska parti
Venezuelas förenade socialistiska parti, PSUV (spanska: Partido Socialista Unido de Venezuela), är ett vänsterpopulistiskt parti som bildades 2008 genom sammanslagning av flera venezuelanska vänsterpartier. Initiativet till bildande kom från den sittande presidenten Hugo Chávez och hans eget parti Movimiento Quinta República som ingår som en viktig del i det nya partiet.